# Sahmkou Camara
Sahmkou Diaby Camara (Parigi, 10 giugno 2003) è un calciatore guineano, difensore dello Stade Lausanne-Ouchy.

## Carriera
Camara ha iniziato la sua carriera in Francia con il Grasse, dove ha disputato due stagioni nel Championnat National 2. Il 26 giugno 2023 è stato acquistato dallo Stade Lausanne-Ouchy con cui ha debuttato il 5 agosto nell'incontro di Super League pareggiato 1-1 contro il Servette.

## Statistiche

### Presenze e reti nei club
Statistiche aggiornate al 14 aprile 2024.
| Stagione        | Squadra              | Campionato      | Campionato | Campionato | Coppe nazionali | Coppe nazionali | Coppe nazionali | Coppe continentali | Coppe continentali | Coppe continentali | Altre coppe | Altre coppe | Altre coppe | Totale | Totale | Totale |
| Stagione        | Squadra              | Comp            | Pres       | Reti       | Comp            | Pres            | Reti            | Comp               | Pres               | Reti               | Comp        | Pres        | Reti        | Pres   | Reti   |        |
| --------------- | -------------------- | --------------- | ---------- | ---------- | --------------- | --------------- | --------------- | ------------------ | ------------------ | ------------------ | ----------- | ----------- | ----------- | ------ | ------ | ------ |
| 2021-2022       | Grasse               | N2              | 3          | 0          | CF              | 0               | 0               |                    | -                  | -                  |             | -           | -           | 3      | 0      |        |
| 2022-2023       | Grasse               | N2              | 28         | 1          | CF              | 4               | 0               |                    | -                  | -                  |             | -           | -           | 32     | 1      |        |
| 2023-2024       | Stade Lausanne-Ouchy | SL              | 25         | 2          | CS              | 2               | 0               |                    | -                  | -                  |             | -           | -           | 27     | 1      |        |
| Totale carriera | Totale carriera      | Totale carriera | 56         | 2          |                 | 6               | 0               |                    | -                  | -                  |             | -           | -           | 62     | 2      |        |